# 托雷斯城
托雷斯城（西班牙語：Medina de las Torres）是西班牙埃斯特雷马杜拉巴达霍斯省的一个市镇。总面积87平方公里，总人口1455人（2001年），人口密度17人/平方公里。